# Agrostis humboldtiana
Agrostis humboldtiana é uma espécie de gramínea do gênero Agrostis, pertencente à família Poaceae.